# (14226) Hamura
(14226) Hamura (1999 XR50) – planetoida z pasa głównego asteroid okrążająca Słońce w ciągu 4,46 lat w średniej odległości 2,71 j.a. Odkryta 7 grudnia 1999 roku.